# Polytaenium quadriseriatum
Polytaenium quadriseriatum là một loài dương xỉ trong họ Pteridaceae. Loài này được Benedict mô tả khoa học đầu tiên năm 1911.
Danh pháp khoa học của loài này chưa được làm sáng tỏ. 